# Arrhenius (cráter de Marte)

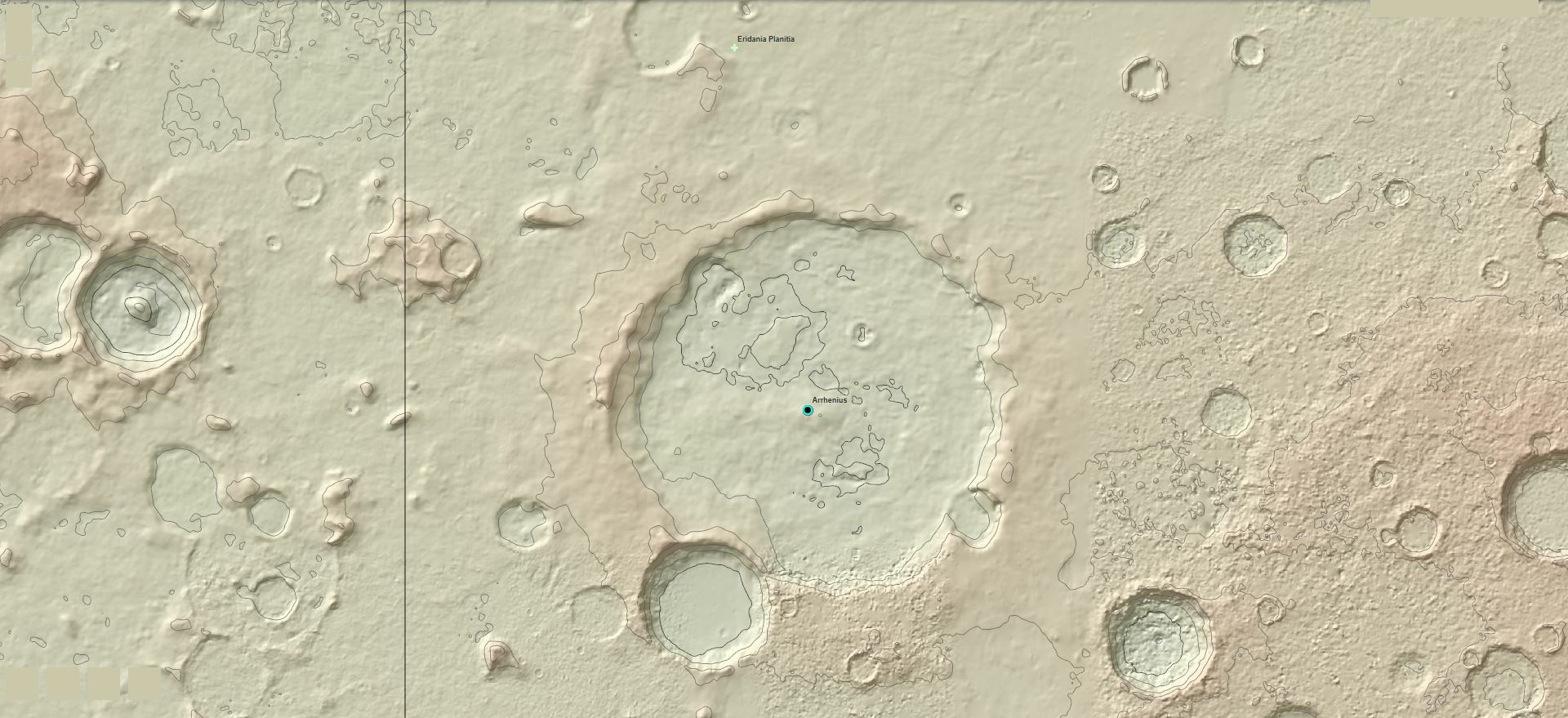
Imagen visual del cráter

Arrhenius es un cráter de impacto de grandes proporciones del planeta Marte situado a -40.3° Norte y 237.4° Oeste (-40° Norte y 122.6° Este). El impacto causó una abertura de 129 kilómetros de diámetro en la superficie del cuadrángulo MC-29 del planeta. El nombre fue aprobado en 1973 por la Unión Astronómica Internacional en honor al científico y profesor sueco galardonado con el Premio Nobel de Química de 1903, Svante August Arrhenius.